# دايفيد روث
دايفيد روث (بالإنجليزية: David Roth)‏ هو محاضر أمريكي، ولد في 13 مارس 1952 في نيويورك في الولايات المتحدة.